# گولوز
گولوز (به انگلیسی: Gulose) یک ترکیب شیمیایی با شناسه پاب‌کم ۱۶۷۷۹۲ است. 